# Distretto di Santa Lucía (Puno)
Il distretto di Santa Lucía è uno dei dieci distretti della provincia di Lampa, in Perù. Si trova nella regione di Puno e si estende su una superficie di 1.595,67 chilometri quadrati.

Istituito il 17 aprile 1936, ha per capitale la città di Santa Lucía; nel censimento 2005 si contava una popolazione di 8.130 unità.